# 蕃地 (海山郡)

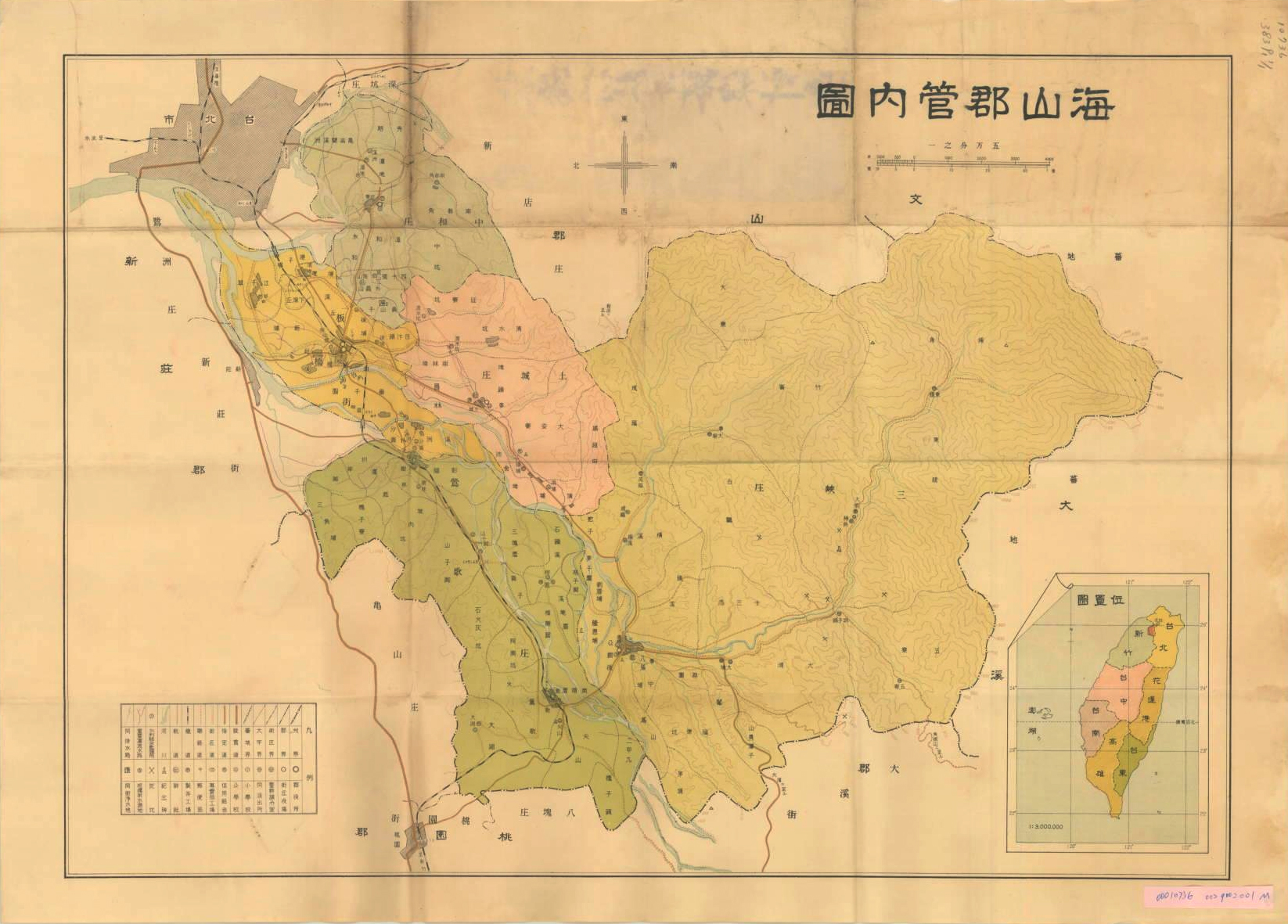
海山郡管內圖 (蕃地已廢止)

海山郡蕃地，為台灣日治時期1920年~1932年間存在之行政區，轄屬台北州海山郡。今新北市三峽區東南半部。

## 沿革
1920年（大正九年）十月，蕃地轄域初分五寮、詩朗、菜園地、圳子頭、柑子樹腳、十八分、烏才頭、鹿窟、紫微坑、牛角坑、外插角、內插角、金敏子、有木、東麓、崙尾寮、竹坑山、大寮地、鹿母潭、湳子橋、東眼山、熊空南腳、大旗尾、白石按、雞罩山等地。
1922年（大正十一年）一月，白石按、大旗尾、雞罩山、紫微坑、牛角坑併為白雞大字，崙尾寮、竹坑山合併為竹崙大字，湳子橋、鹿母潭、大寮地合併為大寮大字，編入三峽。1924年4月10日，鹿窟被併入三峽庄白鷄大字。
1932年（昭和七年）二月，烏才頭併入大埔大字，圳子頭、柑子樹腳、十八分併入十三添大字，內插角、外插角、有木、熊空南腳合併新設插角大字，東眼山、東麓、金敏子合併新設東眼大字，菜園地、五寮、詩朗合併新設五寮大字，編入三峽，海山郡蕃地行政單位廢止。